# Jacques Nagels
Jacques Nagels (Antwerpen 4 februari 1937 - Sint-Genesius-Rode 24 februari 2014) was een Belgisch volksvertegenwoordiger.

## Levensloop
Nagels was rond 1955 de eerste voorzitter van de Humanistische Jongeren Beweging, binnen het Humanistisch Verbond.
Gepromoveerd tot doctor in de economische wetenschappen (1960) aan de ULB, werd Nagels communist tijdens zijn studies en lid van het Comité voor hulpbetoon aan het Algerijnse Front de Libération Nationale (FNL). Tijdens een zending in Frankrijk werd hij gearresteerd, vijf maanden vastgehouden en geslagen door de Franse politie.
In 1970 werd hij docent aan de ULB en directeur van het 'Centre d'étude de la planification et du développement' bij het Institut de Sociologie. Hij werd hoogleraar bij de ULB en voorzitter van de faculteit economische, politieke en sociale wetenschappen. Vanaf 1989 was hij directeur van het Institut de Sociologie van de ULB., verantwoordelijke voor de doctoraten in publiek management en voor de École de Commerce Solvay. In de jaren 1990 was hij voorzitter van het Institut européen de Management public (INEMAP-Université libre de Bruxelles).
Als marxistisch econoom genoot hij een internationale bekendheid en was hij directeur van de collectie 'Histoire, économie, société' van het Institut de Sociologie en de uitgaven van de ULB.
Vanaf 1968 was hij lid van het Centraal Comité van de Kommunistische Partij van België. In november 1981 werd hij door de toevalligheden van de apparentering verkozen tot lid van de Kamer van volksvertegenwoordigers voor het arrondissement Nijvel, ten nadele van de Brusselse kandidaat Louis Van Geyt. Vanuit dat mandaat kwam hij ook terecht in de Raad van de Franse Gemeenschap en de Waalse Gewestraad. In 1983 nam hij ontslag uit de Kamer. Daarna was hij van 1983 tot 1990 lid van het politiek bureau van de KPB-PCB.

## Publicaties
- (samen met Robert Plasman,) Eléments d'économie politique. Critique de la pensée unique,